# Za dva krejcary uhlí aneb Bigorneauova sebevražda
Za dva krejcary uhlí aneb Bigorneauova sebevražda (ve francouzském originále Deux Sous de charbon ou le Suicide de Bigorneau, zpravidla uváděno jen se zkráceným názvem Za dva krejcary uhlí / Deux Sous de charbon ) je jednoaktová opereta francouzského skladatele Léa Delibese na libreto Julese Moinauxe. Měla premiéru 9. února 1856 v pařížském divadle Théâtre des Folies-Nouvelles (nyní Théâtre Déjazet). Je to Delibesovo první uvedené hudebně-dramatické dílo.

## Vznik a historie díla
Léo Delibes studoval od dvanácti let na Pařížské konzervatoři, kde na něj největší vliv zanechal Adolphe Adam. Tíhl k divadlu a od roku 1855 pracoval jako korepetitor v pařížské operním divadle Théâtre-Lyrique. Téhož roku, v devatenácti letech, napsal svůj první hudebně-dramatický pokus. Libreto mu k němu poskytl dramatik a humorista Jules Moinaux (vl. jm. Joseph-Désiré Moineaux, 1815–1895), který právě slavil úspěchy s librety pro Jacquese Offenbacha – Pepito a především veleúspěšní Dva slepci – jakož i s vaudevillem na aktuální politické téma Východní otázka. Delibes, jako pravidelný účastník večírků u Offenbacha, Moinauxe znal a ve Dvou slepcích občas hrával němou úlohu kolemjdoucího. Libreto Za dva krejcary uhlí vzniklo zpracováním epizody ze satirického románu Louise Reybauda Jérôme Paturot à la recherche d'une position sociale z roku 1843.

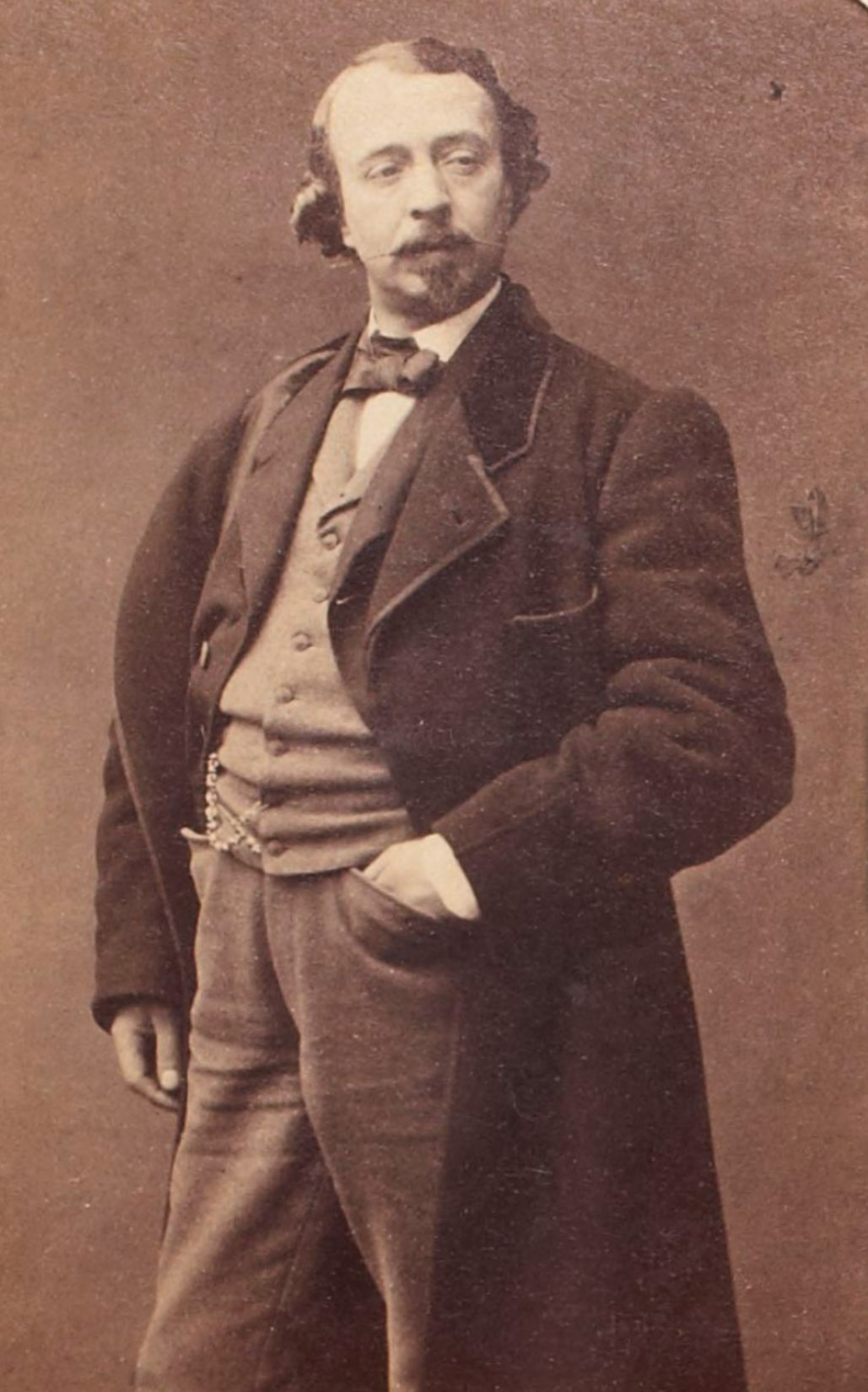
Jules Moinaux, libretista operety Za dva krejcary uhlí

Výsledek Delibes ukázal Adamovi, který ho v uvedení operty rozhodně podpořil. Podle přispěvatele listu Le Figaro píšícího pod pseudonymem G. Souvenance ho právě Adam doporučil svému příteli Louisi Huartovi (1813–1865), novináři-satirikovi, šéfredaktoru časopisu Le Charivari a v letech 1855–1859 řediteli divadla Théâtre des Follies-Nouvelles; podle hudebního historika Arthura Pougina naopak agenti divadla Folies-Nouvelles – které bylo jen přes ulici od Delibesova pracoviště, Théâtre-Lyrique – kdo Delibese oslovili první a dali mu Moinauxovo libreto. Jeho hvězdou byl excentrický komik a skladatel Hervé, považovaný za zakladatele žánru operety. Ten v uvedené operetě Za dva krejcary uhlí také hrál hlavní úlohu, potřeštěného zneuznaného básníka, kterému nahrávala mladá a pohledná debutantka Zélie Colinetová. Téma operety bylo dosti odvážné, totiž sebevražda – a to dobově rozšířeným způsobem otravou oxidem uhelnatým, takže obrat „za dva krejcary uhlí“ měl v obecném jazyce tuto konotaci – pojatá fraškovitým způsobem. Tomu odpovídalo i neobvyklé žánrové označení „asphyxie lyrique“, což lze přeložit jako „operní udušení“. Je to krátké dílo, spíše delší scénka pro dvě osoby (později byla připsána třetí). Hudba má pět čísel: předehra, duet, píseň, romance a velká buffo árie pro Hervého. Při premiéře bylo Za dva krejcary uhlí kombinováno s pantomimou Le Bras noir, jež měla premiéru o den dříve, pak i s jinými kusy programu Folies-Nouvelles.
U obecenstva sklidila tato opereta „velký úspěch“ (podle časopisu Le Figaro) a dosáhla slušného počtu 23 repríz. Názory na dílo celkem se různily, zejména pokud jde o libreto; Jules Lovy v hudebním časopisu Le Ménéstrel ho označil bez podrobností za „velmi komickou scénku“, zato recenzent Revue et Gazette musicale de Paris mínil: „Předmět této buffonérie trpí tím, že není dosti nový, a jeho detaily, i když jim nechybí živost a verva, nestačí nahradit nedostatek zajímavosti.“ Hervé svým výbušným hereckým i pěveckým projevem dominoval jako obvykle, i když mu Théodore de Banville v časopisu Le Figaro vyčítal kostým: „Hervé myslí, že byl oděn jako mladý básník, a mýlí se. Ještě nikdy mladý básník nepotřel svou postavu dvěma litry tekuté běloby a nikdy nenosil takový účes s prameny přidrženými vlásenkami, který činí pohlaví neurčitým.“ Nejednotnost panovala i o výkonu Zélie Colinetové: zatímco Taxile Delord v Le Charivari (listu vydávaného majitelem Folies-Nouvelles) ji přirovnával ke slavné Virginie Déjazetové a Jules Lovy v Le Ménéstrel jí přiřknul „upřímnou veselost, výtečný naturel a svěží hlas, který by si nezadal ani v operním divadle“, kritik Revue et Gazette musicale tvrdil, že „dobře vystihla ohnivost svéhlavé a poživačné grizety, ale k tomu, aby se stala zpěvačkou, ji ještě čeká hodně práce“.
Delibesova „partiturka“ se v recenzích dočkala uměřené chvály jako první pokus nadějného mladého skladatele; recenzentům neušel vzor Adolpha Adama. Blíže ji charakterizoval Banville v Le Figaro: „je živá, hbitá, nápaditá a duchaplná a obdivuhodně se přizpůsobuje šťastným komickým situacím tohoto kousku“. Především však zaujala Jacquese Offenbacha, který přivedl Delibese do svého Théâtre des Bouffes-Parisiens, kde našla Delibesova jevištní tvorba dlouhodobé působiště, byť v Offenbachově stínu.
Libreto ani hudba této operety nebyly vydány a patrně se nedochovaly.

## Osoby a první obsazení

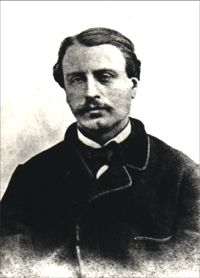
Hervé (Florimond Ronger), představitel básníka Bigorneaua v operetě Za dva krejcary uhlí

| osoba             | hlasový obor | premiéra (9. února 1856)         |
| ----------------- | ------------ | -------------------------------- |
| Bigorneau, básník | tenor        | Hervé (vl. jm. Florimond Ronger) |
| Paméla            | soprán       | Zélie Honorine Colinet           |
| [Narcisse]        | mluvená role | Charltonn                        |

## Děj operety
Mladý básník Tartempion Bigorneau je zneuznaný génius: je průkopníkem nejmodernější poezie, přísně jednoslabičné, avšak ani divadelní výbory, ani široké publikum jeho výtvory neoceňují. Živoří tedy v podkroví spolu se svým andělem, dovádivou grizetou jménem Paméla: jeho kabát má díry v loktech, jeho kalhoty na kolenou a jeho střevíce všude. Poslední kapkou do kalicha jeho neúspěchů je odmítnutí jeho jednoslabičné veršované tragédie Titans ze strany Comédie-Française. Bigorneau se rozhoduje ukončit svou pozemskou existenci a odejít do lepšího světa; a protože s ním jeho milá sdílí kamna, sdílí s ním i přípravy na smrt. S rozkoší vdechují plyn, který v jich vyvolává bláznivé vidiny. Pak ale okno mansardy rozbije kámen obalený dopisem se zprávou, že Bigorneau se stal jediným dědicem bohužel k pravému umění zcela hluchého, ale hlavně zcela mrtvého strýce. Bigorneau a Paméla rychle větrají a radují se.